# Silniční vláčky v Česku

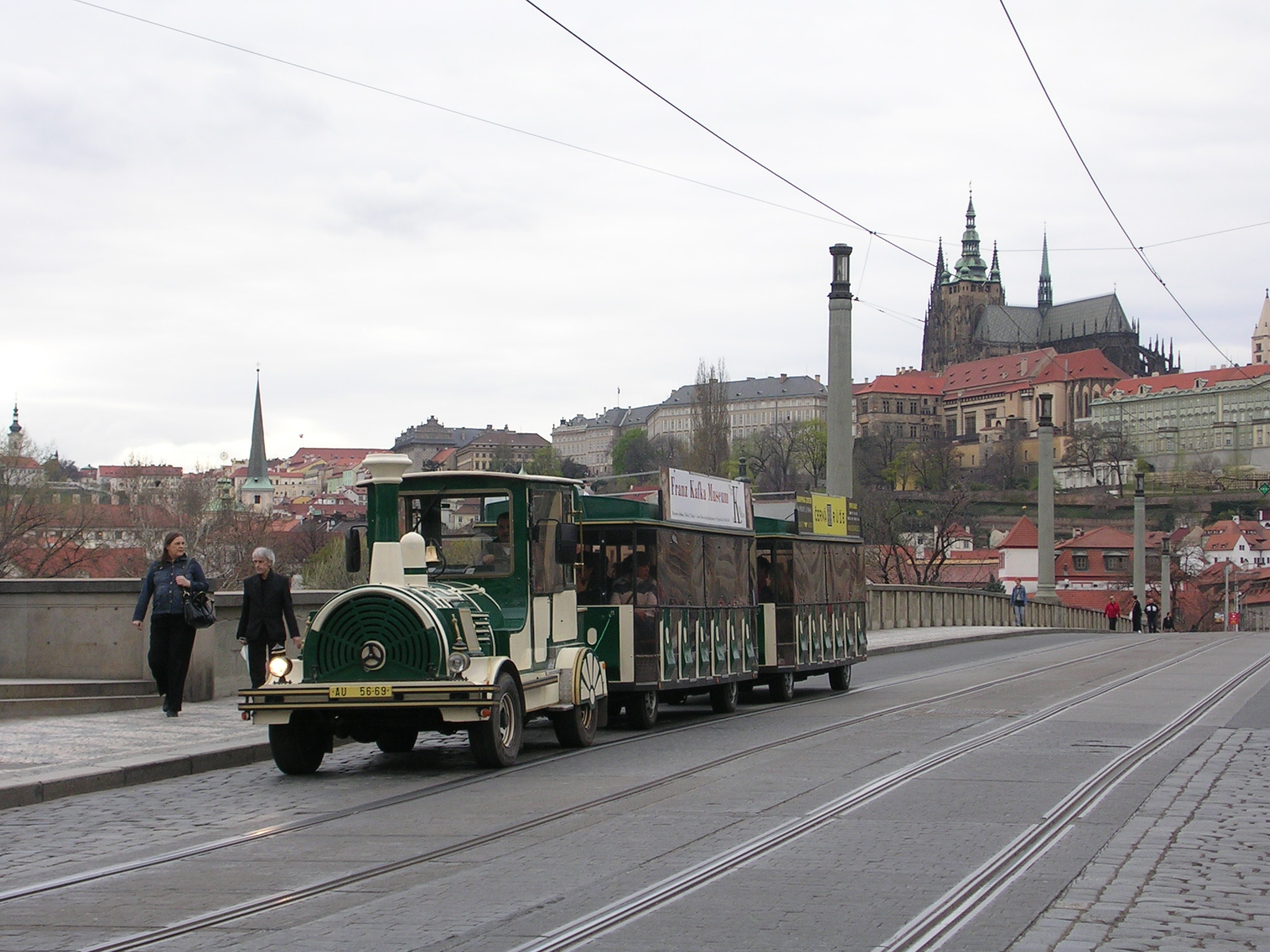
Silniční vláček společnosti Ekoexpres v Praze na Mánesově mostě

Silniční vláček nebo vyhlídkový vláček jsou neoficiální označení pro jízdní soupravu malých vozidel, která bývá používána zejména k přepravě turistů po atraktivních oblastech a která vzhledem připomíná zmenšený železniční vlak, někdy tvar tažného vozidla napodobuje parní lokomotivu. Zhruba od 90. let 20. století se tento způsob dopravy rozšiřuje i v Česku. Ve Znojmě a Vranově nad Dyjí má oficiální licenci pro silniční linkovou dopravu, v ostatních místech pravděpodobně nikoliv.
Podle Odboru provozu silničních vozidel Ministerstva dopravy musí mít vícevozové osobní soupravy schválenou technickou způsobilost k tomuto provozu. Celá souprava speciálního tahače a speciálních přívěsů pro dopravu osob (silniční vozidla kategorie R) se schvaluje jako celek a vybavuje jen jedním párem poznávacích značek (tím se mimo jiné i obchází zákaz přepravy osob v přívěsech motorových vozidel). Trasu a dobu pohybu těchto souprav údajně schvaluje (stanovuje) příslušný obecní nebo krajský úřad.

## Místa

### Moravský kras

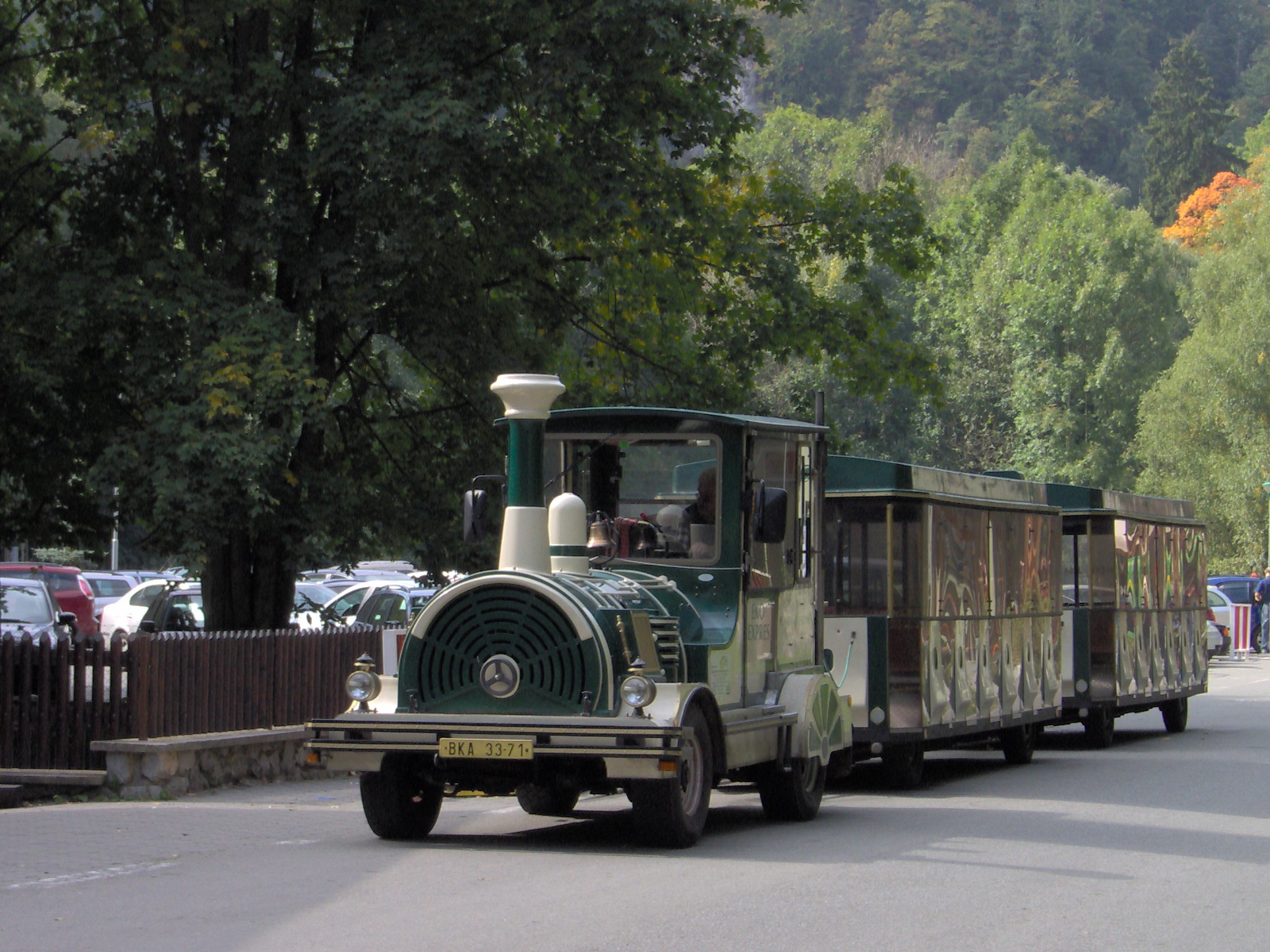
Silniční vláček poblíž Skalního mlýna

V Moravském krasu jezdí vláček v trase Blansko, Skalní mlýn - Punkevní jeskyně. U Skalního mlýna navazuje na blanenskou městskou autobusovou linku číslo 226 (KRASOBUS). Většina trasy vláčku spadá do katastrálního území Suchdol u Moravského krasu v obci Vavřinec. Provoz vláčku byl zahájen 22. května 1993 v souvislosti se zákazem motorové dopravy v Pustém a Suchém žlebu.
Dopravu provozuje S. M. K. a. s. - Společnost pro Moravský kras, která je zároveň i provozovatelem lanovky, jejíž dolní stanice je u koncové stanice vláčku. Na časy příjezdů k jeskyním navazují vstupy do jeskyň i odjezd lanovky. Délka trasy je asi 2 km, doba jízdy 10 minut, rychlost jízdy 25 km/h, jízdné 50 Kč. Na trase jezdí dvě (letní a zimní) německé silniční vlakové soupravy Tschu-Tschu Bahnen s motorem Nissan. Tato doprava není uvedena v systému IDOS a pravděpodobně není licencována jako silniční linková doprava. 
- S. M. K. a. s. - Společnost pro Moravský kras

### Hrad Špilberk
Vláček dříve[kdy?] jezdil na trase Komenského náměstí-Špilberk, byl to druhý vláček v Brně.

### Znojmo
Sezonní turistický vláček jezdí po Znojmě jako pravidelná linka veřejné dopravy č. 810 (licenční číslo 835810). Vláček provozuje Znojemská dopravní společnost - PSOTA, s.r.o. Okružní trasa vede od městské plovárny Louka přes centrum, od května do září pět spojů denně. Vláčky mají evidenční čísla 88 a 90.
Obyčejné jízdné v roce 2021 je 100 Kč, děti, studenti a rodiny mají zvýhodněné jízdné, jízdní kola a zvířata se přepravují zdarma.
Vláček má dva vagóny s celkovou kapacitou 64 míst. Evidenční čísla vláčků jsou 88 a 90.

Od června 2019 ve Znojmě firma Remo-agency s.r.o. provozuje dva výletní vláčky na ekologický pohon s názvem ZNOJMÁČEK. Jedná se o vozy bez vagonků českého výrobce, firmy KönigCars s.r.o. se sídlem v Brně. Vozy jsou poháněny bateriemi a mají dojezd až 150 km. Na palubu jednoho vozu se vejde 22 cestujících a řidič. Vůz má maximální rychlost 25 km/h, je zařazen do kategorie Z a má vlastní SPZ. Ceny za přepravu uvádí provozovatel na stránkách www.remo-agency.com .

### Vranov nad Dyjí
V letní sezóně 2008 turistický vláček dopravce ČAS-service a. s. jezdil jako pravidelná linka č. 835010 ve Vranově nad Dyjí.

### Pěnčínsko, Jizerské hory a Český ráj
Turistické jízdy na několika trasách v severovýchodních Čechách provozuje FIPOBEX s. r. o.
- 1. trasa (Pěnčínsko): Pěnčín - Krásná - Černá studnice rozhledna a zpět (110 minut)
- 2. trasa (Český ráj): Malá Skála (plovárna) - Malá Skála (sokolovna) - Suché skály - Besedice (Kalich) - Loučky - Klokočí (Rotštejn) a zpět (90 minut)

Vláček má lokomotivu (2 200 kg, pohon na všechny nápravy, a 3 vagónky, každý pro 12 cestujících. Udávaná rychlost vláčku je 25 km/h.
Tato doprava není uvedena v systému IDOS a pravděpodobně není licencována jako silniční linková doprava. 
- Provozovatel FIPOBEX s. r. o.

### Krkonoše

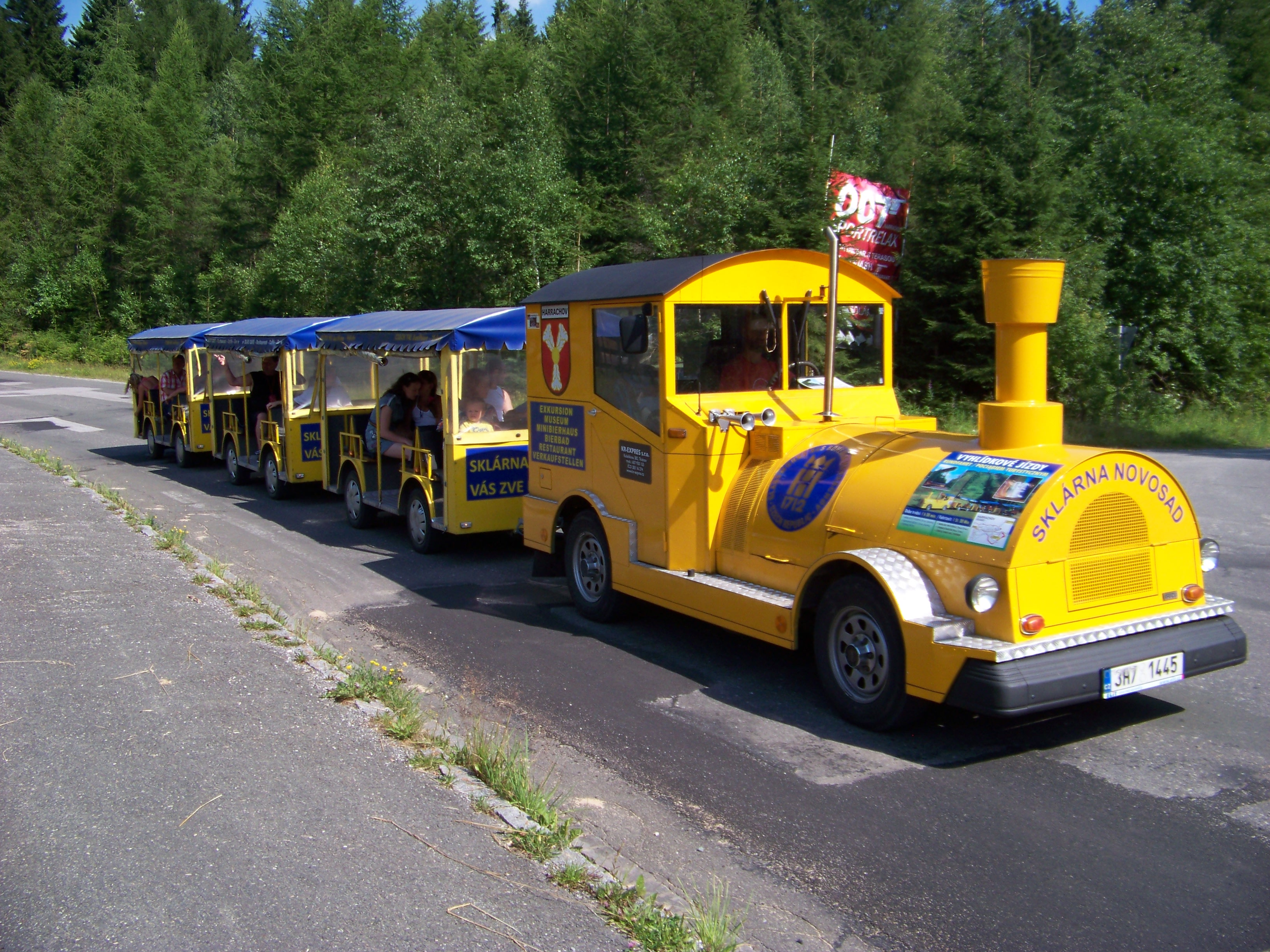
Silniční vláček v Harrachově, léto 2013

Společnost KR-Expres s.r.o. z Trutnova provozuje od jara do podzimu silniční vláčky v Peci pod Sněžkou, v Harrachově,  v Janských Lázních a v Trutnově. Používá české vláčky od firmy Peterka a synové, vláček má 3 vagóny a kapacitu 36 dospělých osob. Web společnosti inzerující tyto jízdy je datován rokem 2013. Na webu inzeruje pro jednotlivá města předem stanovené okružní trasy, ale bez stanovených časů odjezdu, na webu nejsou inzerovány ani ceny. Nabízí též objednané jízdy po celé republice.
- Harrachovská okružní jízda od skláren Novosad a syn je dlouhá asi 1:30 h, s přestávkami u Mumlavských vodopádů a na tribunách skokanských můstků.
- Okružní jízda v Peci pod Sněžkou od autobusového nádraží u pošty je dlouhá asi 1:30 h, s přestávkami na sjezdovce Zahrádky a u Kolínské boudy.
- Okružní jízda v Janských Lázních je dlouhá asi 1:45 h, od stanoviště na autobusovém nádraží na kolonádě, s přestávkami u Modrokamenné boudy a u rozhledny Zlatá vyhlídka. Na objednávku firma nabízí též výlety vláčkem do Pece pod Sněžkou nebo Malé Úpy.
- Okružní jízda v Trutnově je dlouhá asi 40 minut, od parkoviště u studny s přestávkou na vrchu Šibeník.

Na trase Spálený Mlýn – Pomezní Boudy a zpět jezdí v letní sezóně Vláček Úpáček.

### Hradec Králové
Od roku 2010 provozuje v Hradci Králové Dopravní podnik města Hradce Králové v sezóně od dubna do září tzv. Turistický hradecký vláček. Doprava je provozována na třech linkách, jejichž společné východisko je u Muzea Východních Čech na Eliščině nábřeží. Linky v sezóně jezdí denně kromě pracovních pondělků.
- Trasa č. 1 (červená): Muzeum, Pražský most, Adalbertinum, Ulrichovo náměstí, Masarykovo náměstí, Tyršův most, třída ČSA, Magistrát města, Mýtská, Malé náměstí, uličky starého města, Velké náměstí (zastávka Bílá věž, 5 minut přestávka), třída ČSA, Muzeum. V roce 2013 byla doplněna o průjezd Masarykovým a Ulrichovým náměstím. V roce 2012 jezdily 3 jízdy denně, v roce 2013 jedou 3 jízdy v pracovní dny a 5 jízd denně o volných dnech.
- Trasa č. 2 (modrá): Muzeum, Ulrichovo náměstí, Masarykovo náměstí, Lipky, Tylovo nábřeží, Muzeum (okruh bez zastávek na trase). V roce 2012 jezdily tři jízdy denně. Byla v roce 2013 pro malý zájem zrušena.[7]
- Trasa č. 3 (zelená): Muzeum, okolo Nového Pivovaru, zastávka Divadlo Drak, okolo Magistrátu města, Muzeum. Jedou 2 okružní jízdy denně.

V roce 2012 bylo jízdné 60 Kč za osobu nad 12 let, 30 Kč pro osobu od 3 do 12 let a 120 Kč rodinná pro 5 osob; jízda podle jízdního řádu se koná jen je-li zaplaceno nejméně 120 Kč. Na linkách neplatí jízdenky ani slevy jako v MHD, ale jízdné je možno platit Městskou kartou.
Vláček má benzinovou lokomotivu o délce 4,85 metru a výšce 2,4 metru s poháněnými oběma nápravami a tři vagonky s řízenými nápravami, délka soupravy je 18,1 metru, nejmenší poloměr otáčení 7 metrů. Každý vagonek smí přepravovat 12 sedících osob, celkem je tedy kapacita vláčku 36 cestujících. Nejvyšší povolená rychlost je 25 km/h. Vyrobila jej firma Peterka & synové, Batňovice.
- Turistický hradecký vláček, Dopravní podnik města Hradce Králové a. s.

### Poděbrady
V Poděbradech jezdí od roku 2003 turistický vláček s kapacitou 36 osob, a to na turistické lince Park u zdymadla – Čábelna – U kempu – U golfového hřiště – Soutok Labe s Cidlinou. Jezdí v letní sezoně každé odpoledne za pěkného počasí s hodinovým intervalem. Provozovatelem je SDS Poděbrady s. r. o., jejíž hlavní činností je zasilatelství  a na svých stránkách uvádí, že vznikla 12. května 1990 jako první soukromá dopravní firma v ČR; v roce 2000 provozovala městskou dopravu v Poděbradech. Doprava vláčkem není uvedena v systému IDOS a pravděpodobně není licencována jako silniční linková doprava. 
- SDS Poděbrady s. r. o., informace o vláčku

### Praha

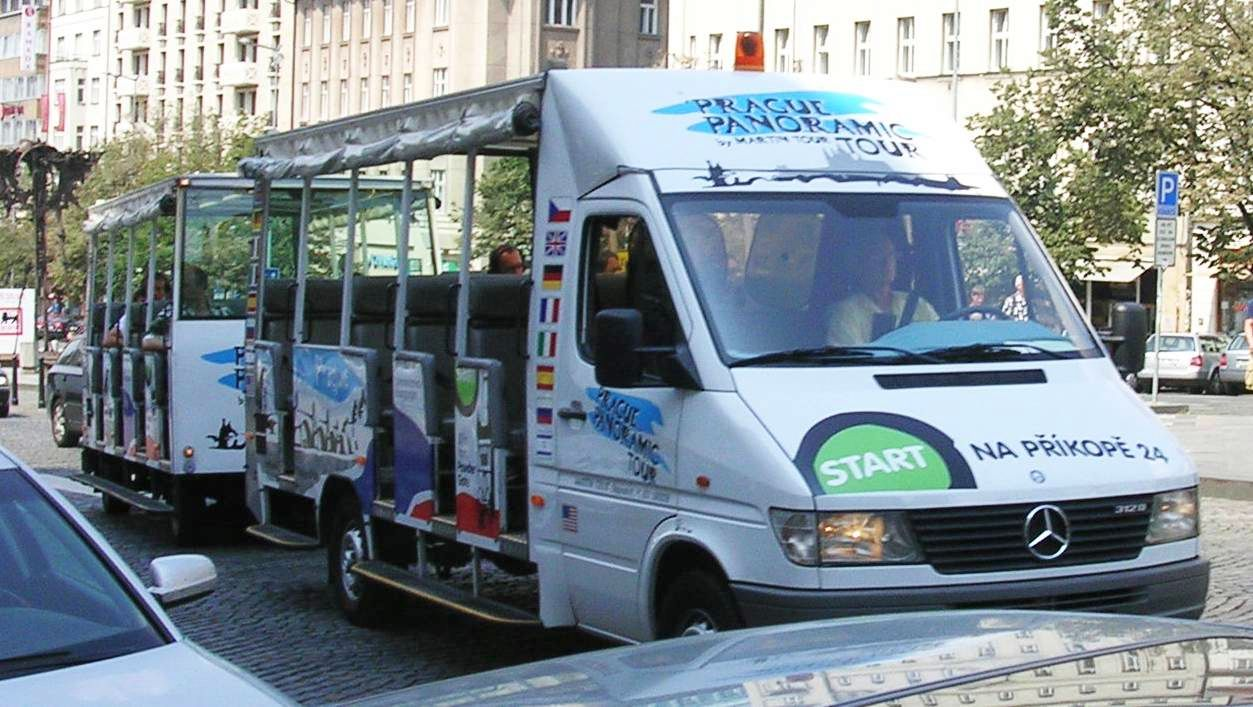
Otevřený minibus Mercedes-Benz Sprinter s přívěsem, Praha, Václavské náměstí, společnost Martin Tour

Vláčky společnosti Ekoexpres (každý z nich je tvořený lokomotivou a dvěma vagonky) jezdí po Praze od roku 1991; jezdí od března do listopadu a během Vánoc, interval je půlhodinový, okruh trvá 60 minut, začíná a končí na Staroměstském náměstí, obchází Pražský hrad a vede přes Malou Stranu i Josefov. Základní jízdné v roce 2013 je 280 Kč, studenti 250 Kč, děti do 12 let s doprovodem zdarma.
Silniční vláček Open Panoramic Bus (upravený dodávkový automobil Mercedes-Benz pro 18 cestujcících s přívěsem pro 16 cestujících) má ve svém vozovém parku i společnost Martin Tour.
Tato doprava není uvedena v systému IDOS a pravděpodobně není licencována jako silniční linková doprava.

### Příbram
V rámci MHD Příbram byla k 9. červnu 2013 zavedena nová sezonní linka 305111 pod označením „turistický vláček města Příbram“. Linka vyjíždí pětkrát denně od 10 do 16 hodin v dvouhodinovém intervalu, poté v 17 hodin) z areálu Svaté Hory na okružní trasu přes centrum města. Tarifně není začleněna do MHD, jízdné se zatím neplatí.

### Litoměřice
Město Litoměřice uvádí na svém webu odkaz na (silniční) výletní vláček. Na odkazované stránce je však od září pouze všeobecný propagační text a telefonní kontakt a chybí údaje o provozovateli i konkrétním jízdním řádu. Od 22. července do 29. srpna 2008 podle jízdního řádu vystřídal vláček během každého pracovní dne dvakrát čtyři okruhy po městě s výchozím místem u radnice na Mírovém náměstí, přičemž v úterý a ve čtvrtek místo dopoledního III. a IV. okruhu a ve stejnou dobu i v sobotu jel do Píšťan, kde na něj navazovala turistická loď Porta Bohemica. Silniční vláček v Litoměřicích je sezonní záležitostí, proto jsou voleny trasy vláčku s ohledem na počasí a akce v okolí Litoměřic.
Provozovatelem vláčku je Radek Šíma.
Od roku 2011 jezdí vláček místo v Litoměřicích u Máchova jezera.

### Doksy

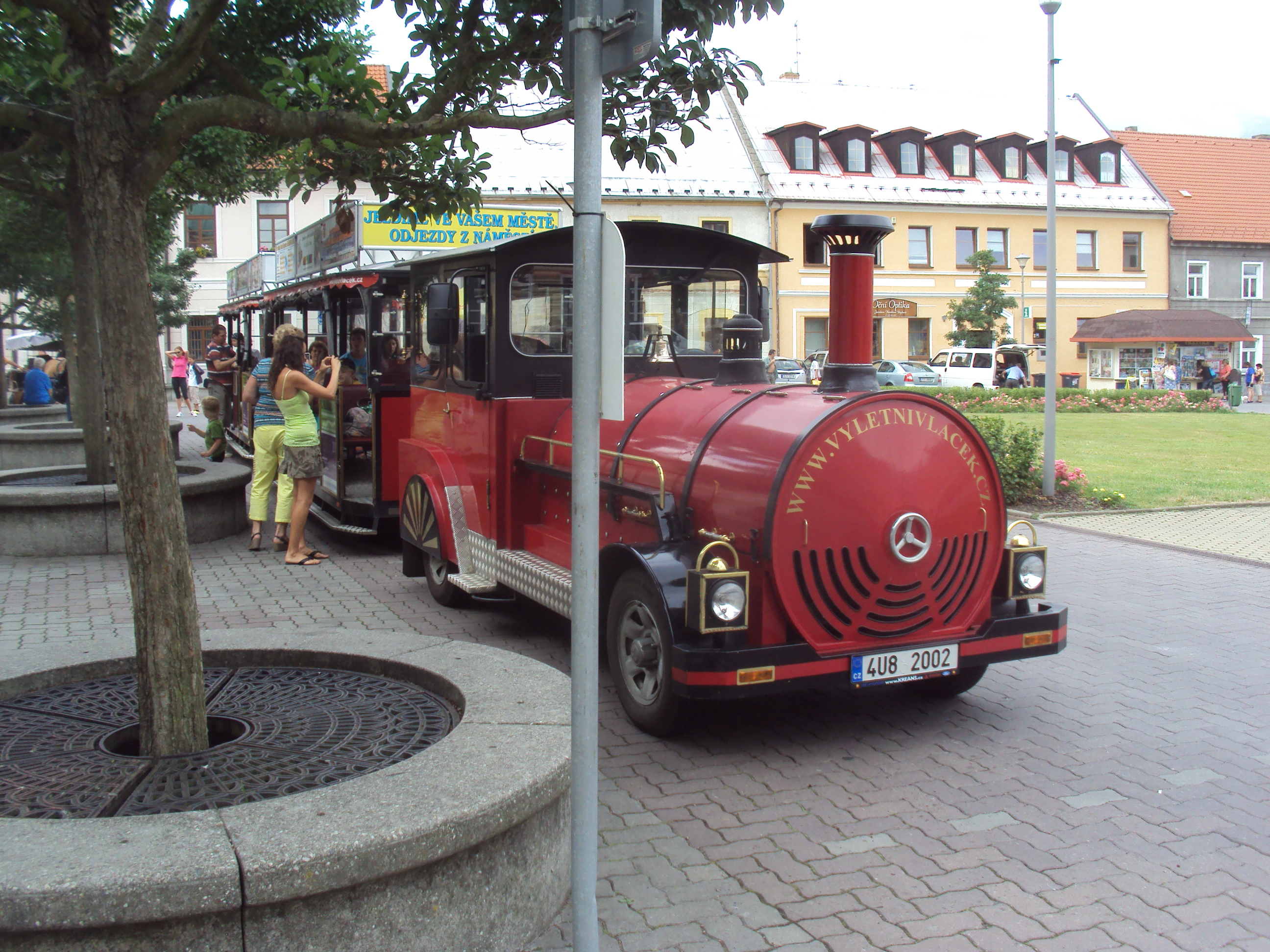
Výletní vláček v Doksech, 2013

Od roku 2011 jezdí o letních prázdninách silniční vláček podle pevného jízdního řádu (5 párů spojů denně v intervalu 90 až 120 minut) kolem Máchova jezera na trase Doksy – Staré Splavy s 5 až 6 mezizastávkami, doba jízdy je 30 až 35 minut (podle směru). vláček má kapacitu 44 osob, při plném obsazení odjíždí ihned bez ohledu na jízdní řád. Jízdné za celou trasu je 50 Kč, v rámci 1 pásma 30 Kč, děti mají slevu. Web dopravce www.vyletnivlacek.cz je anonymní, uvádí pouze telefonní číslo a e-mailovou adresu, ale na témž webu inzeruje provozovatel i jízdy po Litoměřicích a ve fotogalerii má i jízdy v Terezíně.
Celá souprava vláčku je schválena jako jedno speciální vozidlo pro provoz na silniční komunikaci. Skládá se z tahače tvaru mašinky a ze dvou vagónků, délka soupravy je 17,75 metru, výška 2,7 metru, šířka 2,1 metru, všechny nápravy jsou řiditelné, nejmenší poloměr otáčení je 14 metrů, souprava nesmí couvat a maximální rychlost je 25 km/h. V každém vagónku je 22 míst, jedno místo pro cestující je v kabině mašinky.
Provozovatelem je Radek Šíma.

### Mariánské Lázně a Františkovy Lázně

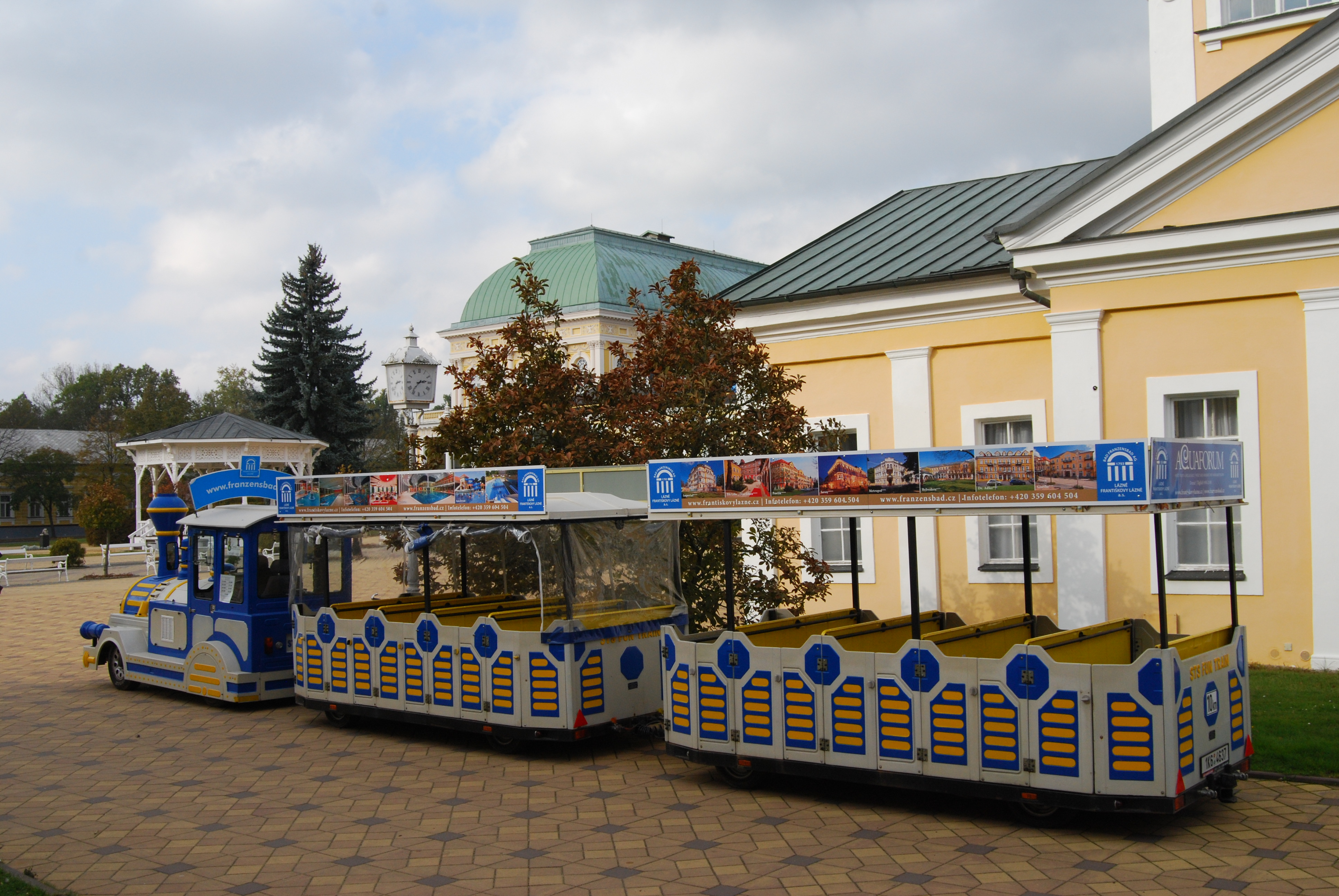
Silniční vláček ve Františkových Lázních

ČSAD Autobusy Karlovy Vary a. s. od dubna do října (5 jízd denně při příznivém počasí) vyhlídkové jízdy s jízdní dobou asi 50 minut autovláčkem se čtyřmi vagóny o celkové kapacitě 36 osob po městě Mariánské Lázně v trase Excelsior – Lunapark – Krakonoš – Excelsior. Tato doprava pravděpodobně není licencována jako silniční linková doprava. Jízdné je 25 až 100 Kč. Mimo dobu pravidelných jízd nabízí i jízdy na objednávku.
V roce 2009 ČSAD Autobusy Karlovy Vary a. s. zahájila i provoz tzv. Frantovláčku ve městě Františkovy Lázně. Frantovláček jezdí ve třech různých trasách:
- Bohemia – Centrum a zpět, 3 páry spojů denně
- Centrum – městský okruh – Centrum, 5 spojů denně
- Zátiší (Hotel Luisa) – Centrum, 3 páry spojů denně

Jízdné je 60 Kč, děti platí polovic. Doprava pravděpodobně rovněž není licencována jako silniční linková doprava.

### Karlovy Vary
Dopravní podnik Karlovy Vary a. s. provozuje od dubna do října po městě linku vyhlídkového turistického silničního vláčku na lince označené A. Interval je kolem 2 hodin, od května do září jezdí linka denně, v dubnu a říjnu jen o víkendových dnech včetně pátku. Základní jízdné (od roku 2012) je 50 Kč jedním směrem a 80 Kč obousměrné, cestující s předplatným na MHD mají poloviční slevu.

### Benešov – Konopiště

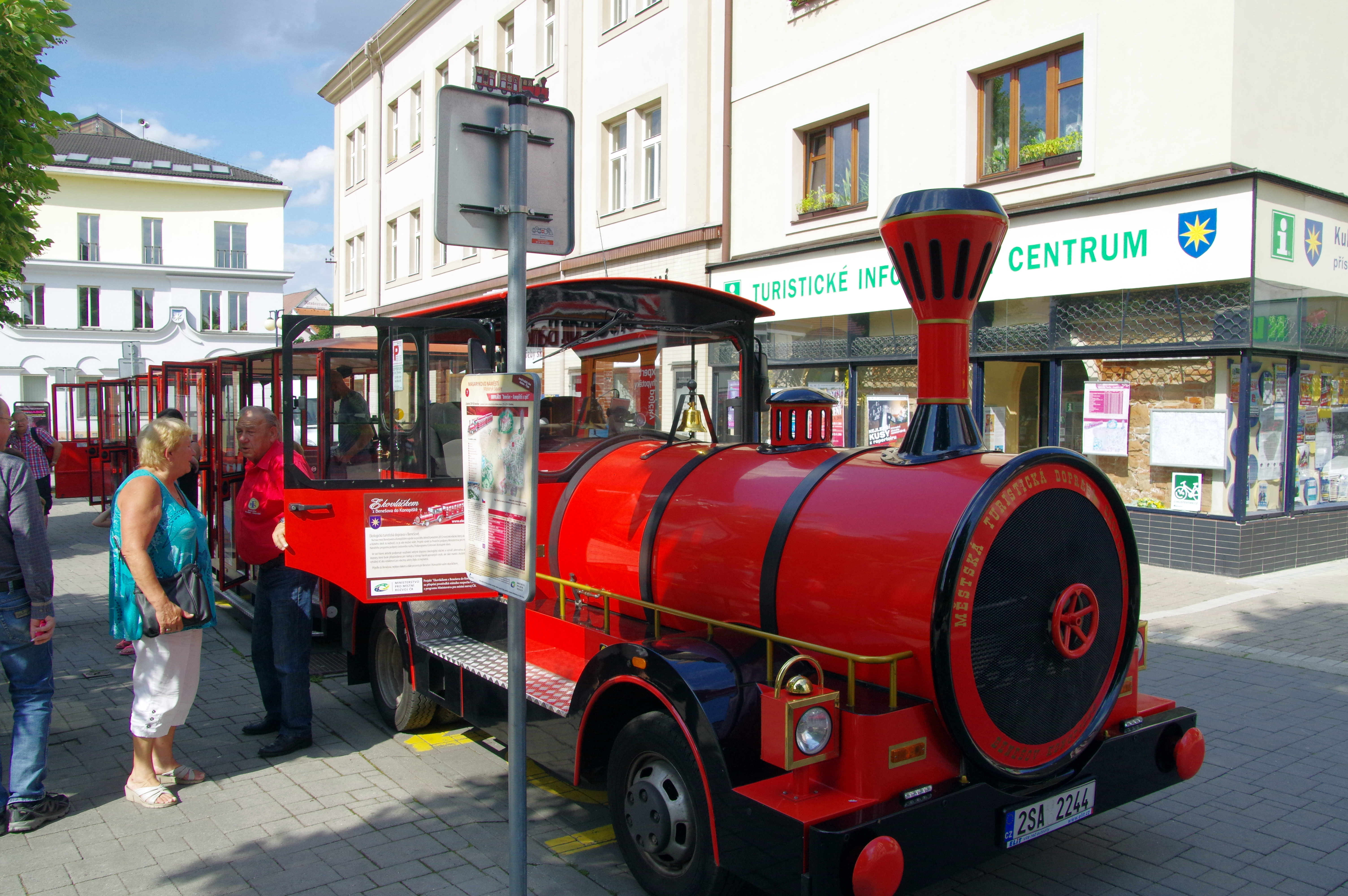
Ekovláček na Masarykově náměstí v Benešově

Denně od května do září jezdí ekovláček mezi Benešovem a Konopištěm.
Provozovatelem jsou Technické služby Benešov. Doprava není uvedena na Portále jízdních řádů CIS, tedy pravděpodobně ani licencována. Jako nová atrakce byl zřízen od sezony 2012. Trasa je tvořena dvojicí na sebe navazujících jednosměrných okruhů, které dle číslování vycházejí od železničního nádraží, fakticky dle jízdního řádu je však začátek a konec jízd u informačního centra na Masarykově náměstí, celkem je na trase 16 zastávek. Zastávky jsou na označnících označeny zkratkou MTD (městská turistická doprava). Na projekt přispělo Ministerstvo pro místní rozvoj ČR.

### Zoologické zahrady
Vláček jezdí nebo se někdy vyskytl například v těchto zoologických zahradách:
- Zoo Ostrava
- Zoo Jihlava - vláček Algida - již nejezdí
- Zoo Plzeň – vláček vlastní zoo a provozuje PMDP (zajišťuje řidiče, průvodčí, servis i garážování) na základě smlouvy se zoo a v trase projednané s magistrátem i Policií ČR.[1]
- Zoo Dvůr Králové nad Labem
- Zoo Olomouc (- foto)
- Podkrušnohorský zoopark Chomutov - motorový vláček „lokálka Amálka“
- Zoo Praha - na obrázku vláček s pěti vozy
- Zoo Ústí nad Labem
- Zoo Brno[25]
- Zoo Liberec[zdroj?]
- Dinopark Vyškov Vláček Dino expres[26]

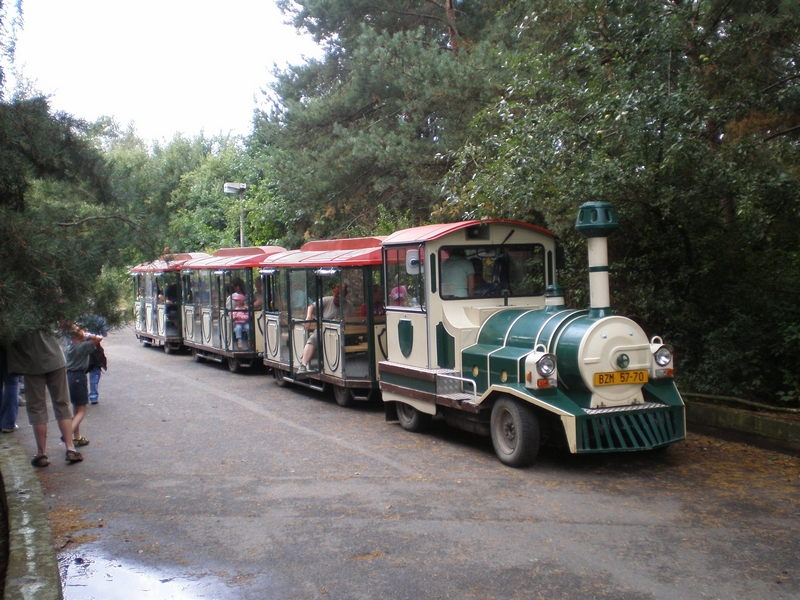
Zoopark Chomutov, „lokálka Amálka“
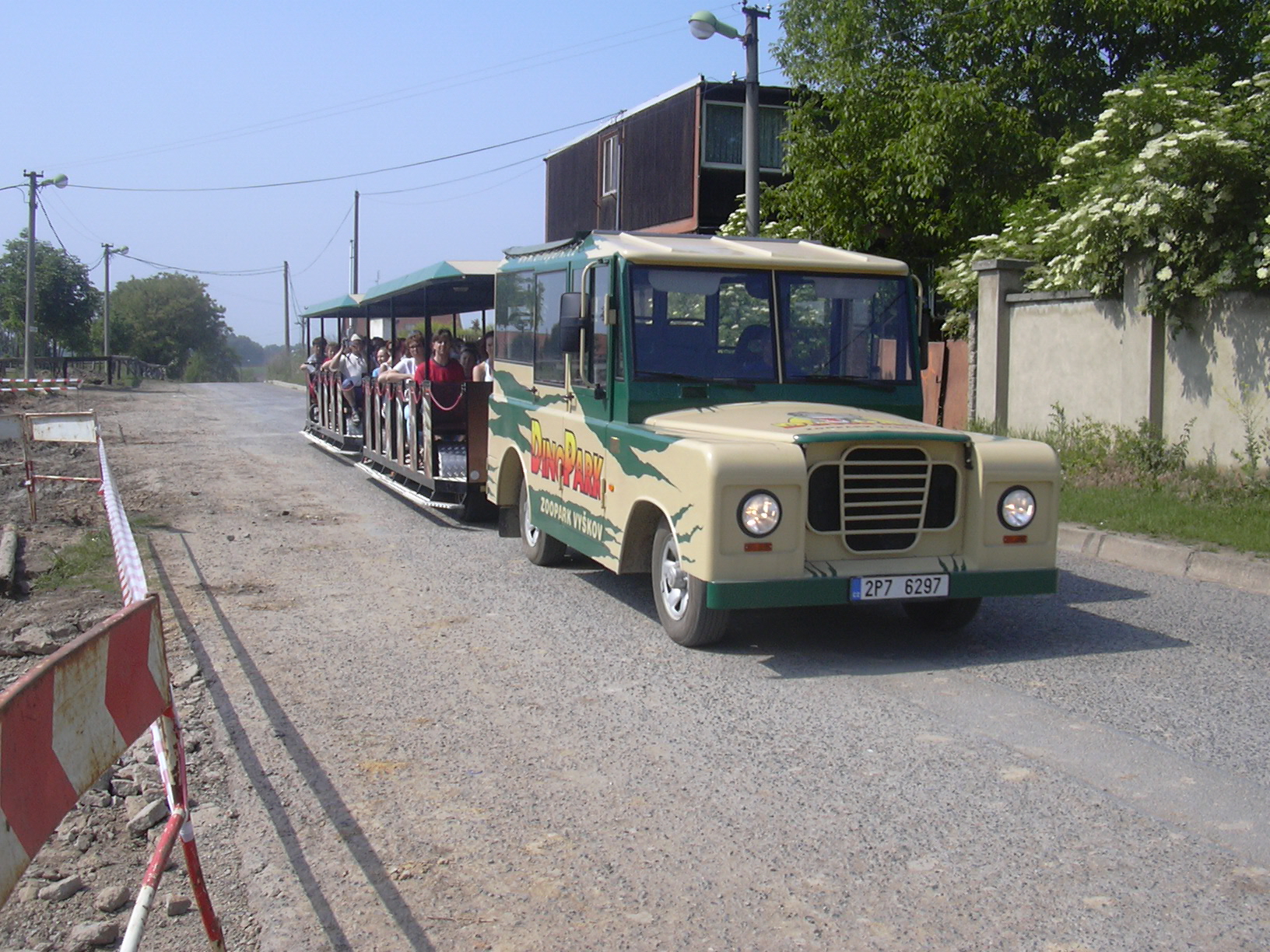
Dinovláček v Dinoparku Vyškov
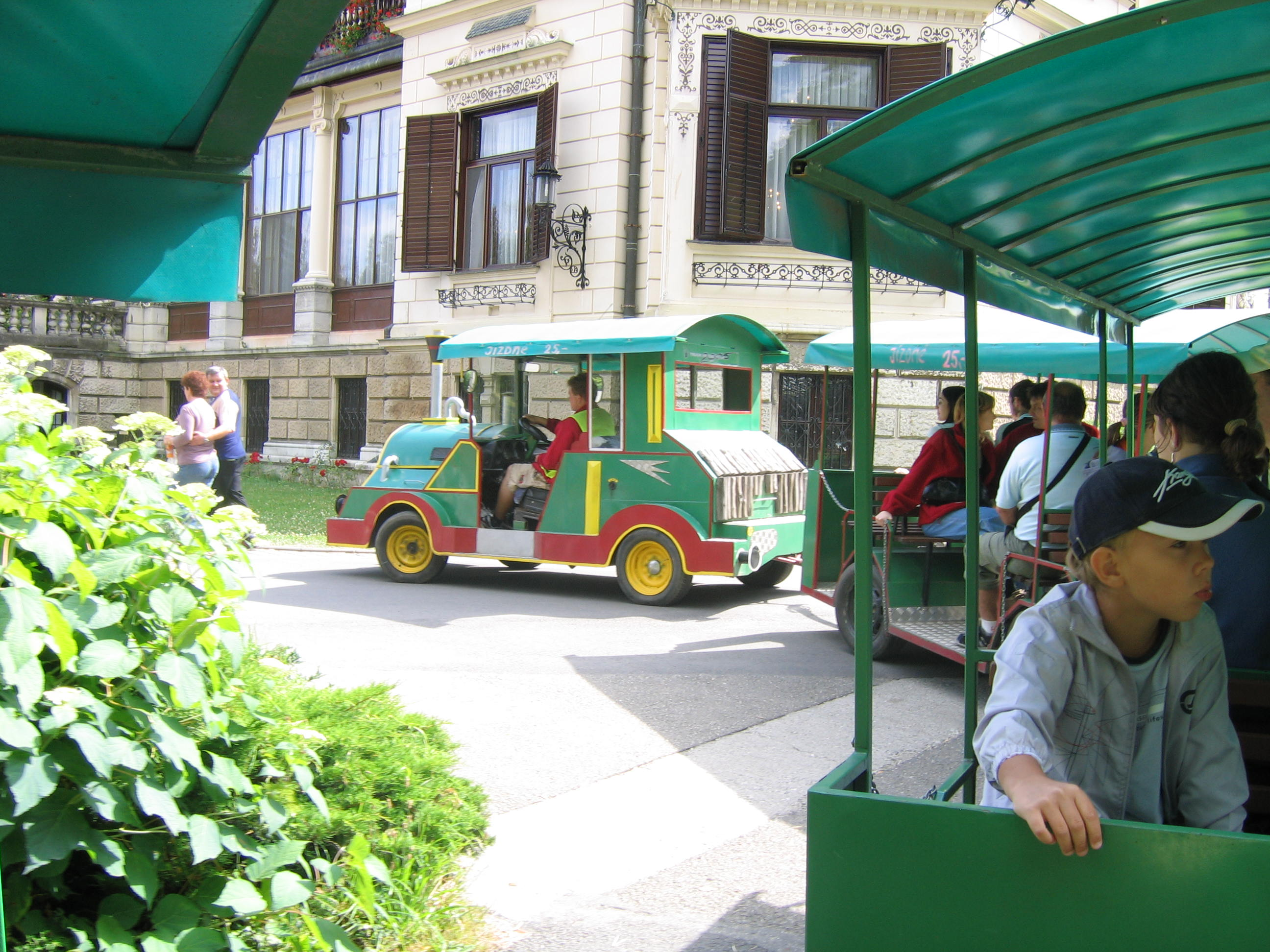
ZOO Zlín-Lešná

### Jiné
Vláčky též jezdí v těchto místech:
- Třeboň
- Jeseník

## Nehody
7. srpna 2016 řidič vláčku ve zlínské zoo podle policejního obvinění nepřizpůsobil rychlost jízdy zejména vlastnostem vyhlídkového vláčku a povaze vozovky. Při naklonění a částečném převrácení vagonu vláčku byli zachyceni chodci, kteří stáli či šli po okraji vozovky. Lehké zranění utrpěli dva dospělí ve věku 29 a 36 let a tři děti ve věku od jednoho roku do sedmi let, dvaašedesátiletá žena utrpěla těžkou újmu na zdraví. Z 20 osob ve vláčku pouze souhrou šťastných náhod nebyla žádná zraněna, přestože během nehody někteří z vláčku vyskakovali. Policejní mluvčí tvrdila, že „v rámci obecné úpravy provozu omezil provozovatel vyhlídkového vláčku rychlost na sedm kilometrů za hodinu“. Vladimír Lutha, majitel firmy provozující vláčky v pěti zoologických zahradách v Česku, řidiče propustil, avšak rovněž ho omlouval tím, že vláčku vběhlo do cesty dítě, na havárii podle něj mělo podíl i bláto a štěrk, které zůstaly na cestě neuklizené po předchozím dešti. Po nehodě byl provoz vláčku změněn na jednosměrný, dolů se vláček vrací veřejně nepřístupnými cestami. Majitel Lutha řekl, že za 18 let jeho praxe v oboru vláček havaroval podruhé. Poprvé prý před lety v Jihlavě nehodu zavinil pasažér, který za jízdy přesedal.
14. července 2018 kolem půl čtvrté odpoledne došlo k nehodě v Šiklandu u Zvole na Bystřicku v rámci prvního ročníku rodinného festivalu Blue Style Prima Fest zemřel pětiletý chlapec, kterého vláček přejel. Chlapec s matkou vystupovali z vláčku ve chvíli, kdy vláček zastavil při dávání přednosti v jízdě. Podle svědkyně, které na místě vůbec nebyla a poté svou výpověď odvolala, dostala matka k vystupování souhlas průvodkyně, členky obsluhy vláčku.
21. srpna 2018 po poledni se převrátil výletní vláček v ostravské zoo. Pod vozy zůstal čtyřicetiletý muž a desetileté dítě, byli na místě vyproštěni svědky události a s lehčími zraněními převezeni do nemocnice. Lehce zraněni byli ještě dva lidé. Nehoda se stala ve chvíli, kdy vláček sjížděl z kopce  mimo návštěvnickou část.